# プログレスM1-5
プログレスM1-5は2001年にロシア連邦がミール宇宙ステーションを軌道離脱させるために打ち上げたプログレス宇宙船。ミール宇宙ステーションは15年の利用後、自然落下の途上にあり、潜在的に人口密集地体に落下する可能性も存在していた。ロシア航空宇宙局(Rosaviakosmos)がこのミッションを行った。
ミールの問題による短い遅延があったものの、2001年1月に打ち上げられ、1月27日にミールと最後にドッキングを行った宇宙機となった。2001年3月23日のステーションの軌道離脱まで2ヶ月間ミールのクバント1モジュールに接続されていた。ミールはプログレスM1-5がドッキングしている状態で大気圏に再突入し、太平洋上で崩壊、燃え残りは6時0分(GMT)ごろに海上に落下した。プログレスM1-5の計画実行の初期段階では、問題発生時にミッションを完遂するため有人のソユーズの打ち上げ準備が行われていた。
ミールを軌道から外す決定はRosaviakosmosに賞賛と批判の両方を集め、ステーション維持のための幾つかの運動が行われた。

## 背景

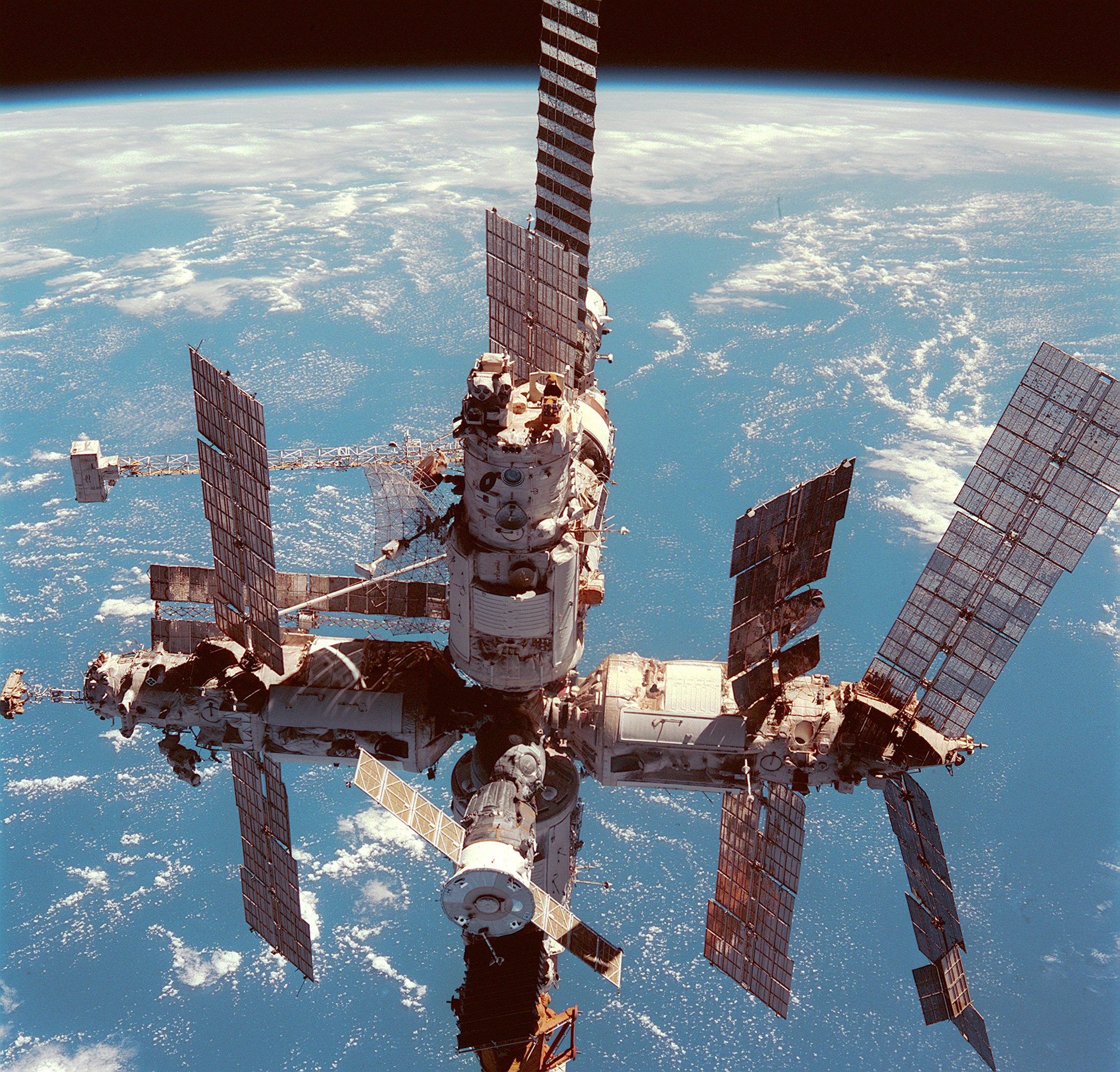
1998年に最後のシャトル・ミール計画のディスカバリーから撮影されたミール

ミールはソビエト連邦の宇宙開発で7番目に開発され、そして最後の有人宇宙ステーションであり、 最初の厳密な組み立て型宇宙ステーションであった。最初の機体であるミール・コアモジュールは1986年2月19日にプロトン-Kで打ち上げられた。ミールはその後1987年から1996年にプロトン-Kロケットで打ち上げられた5機の機体と、アトランティスが輸送したドッキングモジュールから構成された。ソビエト連邦崩壊後はロシア政府と新たに設置されたRosaviakosmosの所有となった。ミールは28次に及ぶ長期滞在を支援し、40の有人ソユーズとシャトルミッションが訪れ、維持のため64回の無人プログレス補給機が打ち上げられた。125人のコスモノート、アストロノートが訪れ、75回に及ぶ宇宙遊泳が行われた。
シャトル・ミール計画中、国際宇宙ステーション(ISS)建設の準備段階として1995年から1998年に掛けてアメリカのスペースシャトルがミールを訪れた。1998年のISSの建設開始後、ロシアの宇宙開発の資力は二つのステーションに分散された。2000年にRosaviakosmosはミールコープとのミールの将来利用と幾つかの商業研究実施の準備を目的としたソユーズTM-30ミッションに対してのミールの商業利用への貸し出し合意に調印したが、後にこれは消散した。
続いて宇宙旅行などの飛行を含む多くの飛行計画が行われるはずであったが、ロシア政府のミールコープの計画への支払い能力に対する懸念のため、Rosaviakosmosがミールの継続的な運用の資金に対する決定を行った。
2000年11月、Rosaviakosmosは軌道離脱によるミールの軌道離脱処分による放棄を決定し、翌月ロシア連邦政府議長ミハイル・カシヤノフはその実行のための命令に調印した。この段階で、ミールは設計寿命をとうに過ぎており、Rosaviakosmos長官のユーリ・コプテフは「このシステムのいずれもいつでも故障しかねない」と考えていた。人口密集地帯に破片が落下する可能性もあったため、1979年のスカイラブや1991年のサリュート7号のような制御不能下での地上への落下よりもミールが機能しているうちの軌道離脱が決定された。この当時ミールはこれまで地球の大気圏に再突入した宇宙機の中で最大であり、特に再突入でも燃え残ると考えられたドッキング機構、ジャイロダイン、外部構造などからの大きな破片が懸念されていた。
プログレスM1-5はもともとミールかISSの補給と燃料補充のために製造されたものであるが、再突入時用の制御操作実行に選ばれた。ミッションはHearse(霊柩車)という渾名を得ることとなった。プログレス-M1(11F615A55)型であり、シリアル番号は254番であった。ミールを軌道離脱させ投入する位置には以前の5機のサリュートステーションも落とされている南太平洋上の無人地域、通称スペースクラフト・セメタリー(宇宙機の墓場)が選ばれた。

## 打ち上げからドッキングまで
プログレスM1-5はカザフスタンのバイコヌール宇宙基地からソユーズ-Uロケットで打ち上げられた。もともと2001年1月16日の打ち上げが計画されていたが、1月の初週に1月18日へと改められた。
1月16日の2時丁度(GMT)にロケットはサイト2の組立試験施設から出発し発射台に展開され、その後展開の開始後2時間以内でガガーリン発射台で立ち上げられた。打ち上げは1月18日6時56分26秒に設定された。
1月18日、打ち上げの5時間半前、ソユーズ-Uロケットの燃料注入開始予定の直前に発生したミール搭載コンピューターの問題が発生した。打ち上げ準備は中止、停止され、打ち上げは4、5日遅れることが予想された。
1月19日、コンピューターとそれにまつわる問題で停止していたジャイロスコープの再稼動操作の時間を与えるため、打ち上げは1月24日に再設定された。
打ち上げの準備は1月22日に再開し、打ち上げは1月24日4時28分42秒に成功した。打ち上げ後、M1-5は3日間をかけてミール近傍に到達し、1月27日5時33分31秒(GMT)にクバント1の後方ポートにドッキングした。M1-5の到着前、ドッキングポートはプログレスM-43が利用していたが、M-43は1月25日5時19分49秒にミールから離脱し、その後M1-5がミールとドッキングするまで軌道上に残っていた。
もともとM-43は行われなかった有人飛行に向けてミールの補給と軌道を上昇させるために打ち上げられ、その後1月29日の2時12分(GMT)に軌道を離脱、2次58分ごろ再突入し燃焼した。
ミールとのドッキングに向けた典型的なプログレスの飛行は2日間であったが、プログレスM1-5は軌道離脱噴射にむけて燃料を温存するために3日間かけてミールに到着した。1月18日に打ち上げた場合飛行時間はより燃料を節約し、4日になる予定であった。

## ドッキング後

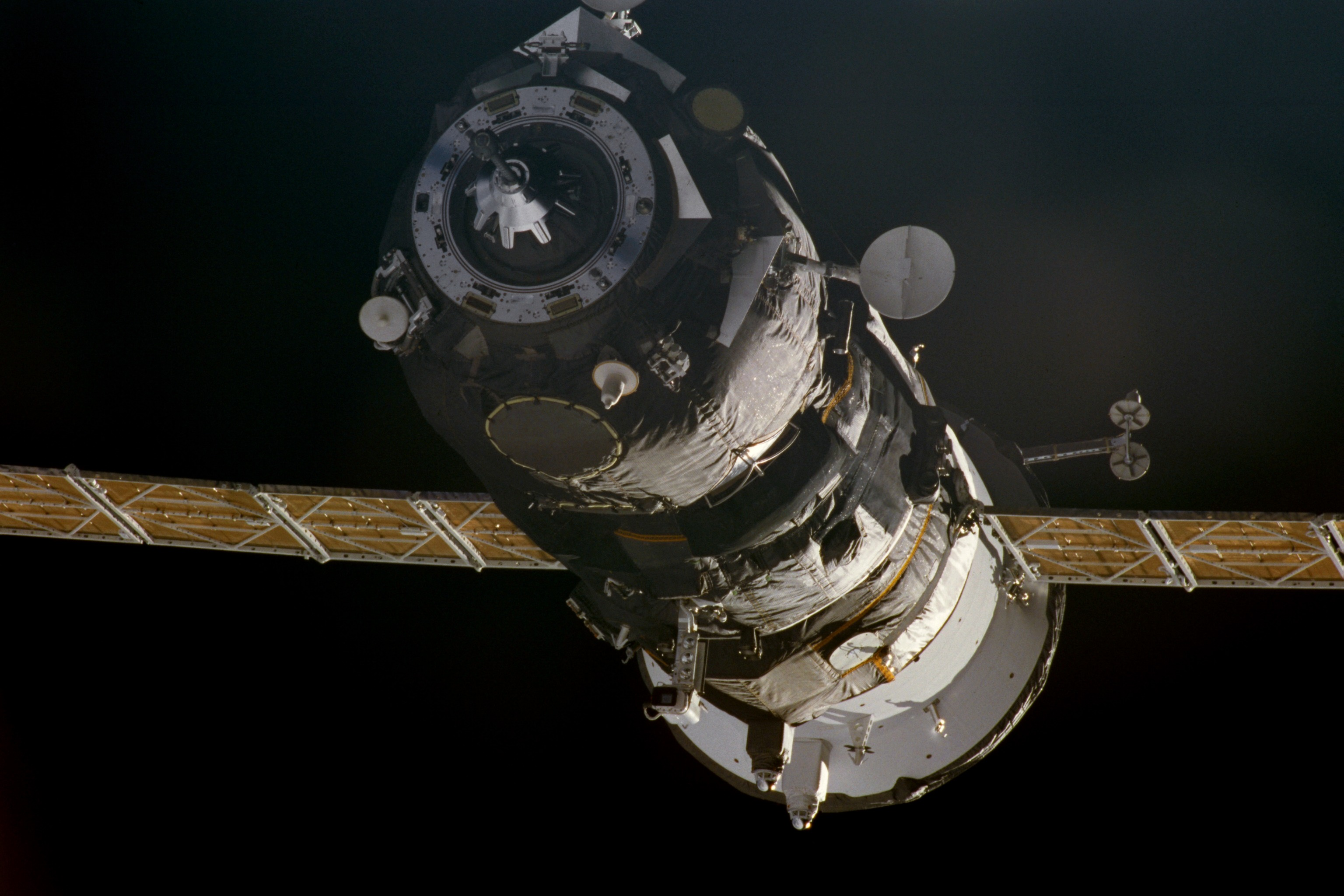
同型機のプログレスM1-4、写真はISSに接近している様子。

プログレスM1-5は離脱噴射が行われるまで2ヶ月間ミールとのドッキングを続けた。ドッキングと軌道離脱の間隔はドッキング時ミールはいまだに安定軌道にあったが、プログレスの燃料を節約のために自然減衰が起こり高度が低下することのために考えられたものだった。管制は軌道離脱制御前にミールの軌道が250kmに到達するまで待つことを決定した。加えて、RKKエネルギアは2月19日のコアモジュール打ち上げ15周年を待つことを望んだとされる。
ドッキング後ミールは徐々に高度を降下させており、高度制御系のジャイロスコープが高度の制御に使えなかったため、高度制御系はさらに燃料を節約するために回転安定をもたらすミール自身の回転のために利用された。ミールはこの回転を軌道離脱捜査の開始まで維持した。
2月20日の時点で、3月9日から5日以内にミールは250kmの高度に下降すると予測された。3月1日時点で、ミールの高度は265kmにあり、一日あたり1.5km高度を下げていた。3月7日、Rosaviacosmosは軌道離脱操作時に異常が発生した場合により広い制御のオプションを残せるように、より多くの燃料を残しておくためミールが自然降下で220kmに達するまで軌道離脱噴射を遅らせることにした。外からの操作がなければステーションは3月28日に自然降下で大気圏に突入すると予測された。
3月12日、ミール搭載コンピュータは軌道離脱に向けて再起動され、3月13日には制御システムも起動された。3月14日、3月22日に工程が行われることが発表された。3月19日、予想より低い降下率であったためにさらに1日遅延し、最初の軌道離脱噴射は0時31分(GMT)に設定された。

## 軌道離脱
プログレスM1-5はミールの軌道離脱操作のために2678kgの燃料を搭載していた。軌道離脱操作は、最初の2回はドッキングおよび高度制御スラスターで、3度目はメインエンジンとスラスターを利用して述べ3回の起動離脱噴射が行われ、3月23日に完了した。。最初の燃焼は0時32分28秒(GMT)に21.5分間行われ、ミールは近地点188km、遠地点219kmの軌道に乗せられた。2度目の燃焼は2時24分(GMT)から24分間行われ、ミールは近地点158km、遠地点216kmの軌道に乗せられた。最終噴射は5時7分36秒に行われた。これは20分間行われる予定であったが、飛行管制は予定通りステーションの再突入を確実にするため燃料が枯渇するまでプログレスに噴射をさせることを決定した。最後のミールからの信号は5時30分(GMT)に受信され、その後地上局の受信範囲外に向かった。

ミールが大気圏突入時に辿った経路

ミールはドッキングを保ったプログレスM1-5と5時44分(GMT)に共に南太平洋上で大気圏に再突入した。5時52分ごろ崩壊をはじめ、先ずソーラーパネルが外れ、続いてその他の周辺構造がはがれていった。モジュールは完全に切断される前に屈曲し、燃え残りは6時丁度(GMT)ごろに海上に落下した。破片は南緯47度 西経140度 / 南緯47度 西経140度付近で落下させることが予定された。5時59分24秒(GMT)にミールが「消滅した」という公式声明が発表された。最後のミールの追跡はクワジャリン環礁のアメリカ合衆国陸軍基地で行われた。
欧州宇宙機関、ドイツ連邦国防省、アメリカ航空宇宙局も最終軌道と再突入時のミールの追跡を支援した。元宇宙飛行士でミールに最初に訪れたクルーの一人のウラジーミル・ソロフィエフがステーションの軌道離脱時にミッションコントロールチームを率いるだろうとした報道も存在した。

## 緊急時対応計画

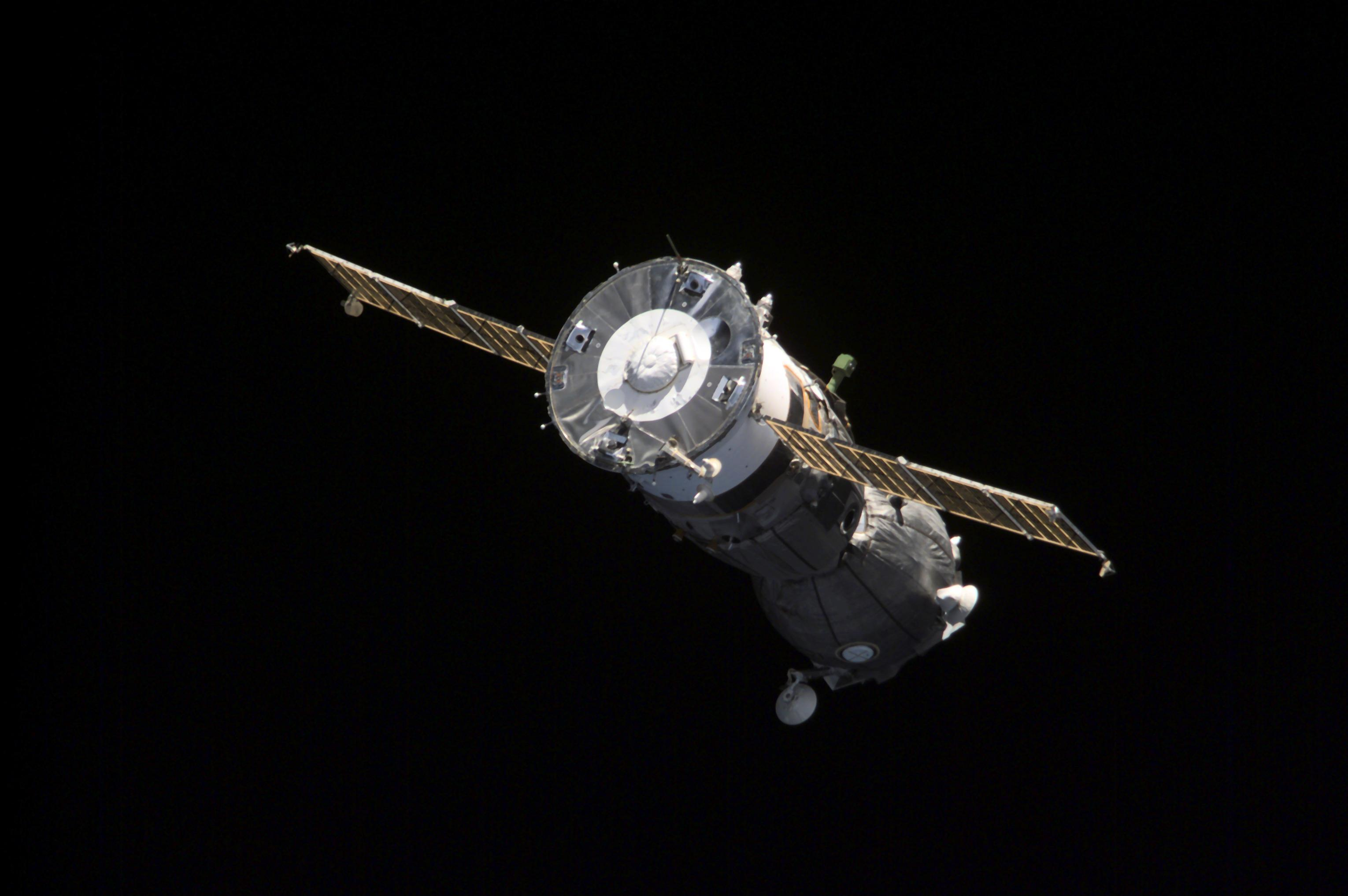
ソユーズTM-32、ミールの軌道離脱で問題が発生した場合緊急ミッションに使われる予定であった

多くのプログレス補給機と同じく、M1-5はクルスとTORUの2種のドッキングシステムを搭載していた。自動のクールス系は主ドッキングシステムであり、手動操作の必要なTORUはバックアップであった。再突入に向かっていたミールはM1-5のドッキング時も無人であったが、TORUの運用には宇宙飛行士がミールに乗っていることが必要であることや、ドッキング中の他の問題が発生した場合などに解決を行うなど、人間の介入が必要となった際にむけてソユーズTM-32がミールへの飛行の準備していた。ソユーズはまたミール搭載飛行制御系の故障時にも打ち上げが予定された。
サリザン・シャリポフとパーヴェル・ヴィノグラードフが当初予定でミッションに向けて準備しており、タルガット・ムサバイエフやユーリー・バトゥーリンがバックアップクルーとされていた。しかし、2000年12月、要員は"第0次長期滞在"のクルーとして知られるゲンナジー・パダルカとニコライ・ブダーリンに変えられた。これらの宇宙飛行士はこれまでにISSのズヴェズダがドッキングに失敗した場合に打ち上げることを想定して行われた、類似した緊急ミッションへの彼らの訓練を見込んで選ばれた。有人飛行が行われた場合、管制側はミールの軌道離脱開始を有人計画の着陸まで待つとされた。
2000年に打ち上げられたプログレスM-43は、ミールからドッキングを解除しその翌日プログレスM1-5が打ち上げられ、プログレスM1-5のドッキングまで軌道で保持された。これはプログレスM1-5がドッキング不可能であった場合に、プログレスM-43はミールに再ドッキングを行い、後に到着するソユーズクルーに酸素や食料などを提供できるようにするためであった。プログレスM-43はプログレスM1-5のドッキング成功後、軌道を離脱している。
もしプログレスM1-5が1月16日に打ち上げられた場合、必要となった場合のソユーズの打ち上げは2月10日に行われたとされる。この場合クルーの引き上げは2月22日であり、ミールの高度低下によってクルーの送り込みは非常に危険になっていた。
もしプログレスM1-5のドッキング後ミールのメインコンピューターが故障した場合、飛行計画はミールのBUPOランデブーシステムかプログレスを制御に使うかのいずれかの利用に変更されていた。この計画では、第3軌道離脱噴射が最初の2回の24時間後に行われ、第2噴射と第3噴射の間でステーションは再びスピン安定を行う。管制はミールの電源系の故障のための計画も行っており、この場合すべての誘導と制御機能がプログレスによって行われるが、軌道離脱が1日遅れる結果を見込んだ。
Rosaviakosmosが落下片による被害をカバーするためにおおよそ2億米ドルの保険方針を取っていたことが報告された。ミール由来の破片の地上到達のリスクは3%に上ると見積もられた。目標地点の近くに存在する国々は予防措置を取るべきかどうか決めるために軌道離脱にまつわる事象を監視した。ニュージーランドでは衛星再突入委員会がこれを担当し、一方オーストラリアではオーストラリア危機管理局が準備を行った。日本の防衛庁の斉藤斗志二長官は、最終軌道が日本列島の上空を通過するように予定されていたものの日本に破片が落下する場合を考慮してアメリカ合衆国への渡航を延期した。沖縄の住人にはミールの上空通過時に屋内にとどまるように警告が出された。南太平洋フォーラム参加国は自国が落下片による被害を受けないことに対するロシアからの保証を要求した。シンガポールの陳錫強司法長官はスペースデブリの大規模な取り締まりを呼びかけた。

## 反応
ロシアの発表とその後のミール軌道離脱処分の計画実行に対する反応はさまざまであった。いくらかの宇宙飛行士はミール喪失への落胆を表明し、一方プログラムの終了の決定への支持もあった。ウラジミール・チトフはミールを「良い船だった」と表現した上で、ISSに優先順位をつける決定に納得しているとしている、またウラジーミル・デジュロフは「ミールのことは悲しい、けれども我々は未来を見る必要がある」との感想を述べた。
2000年11月、ミール軌道離脱処分の計画が公表された直後、ロシア自由民主党はロシア議会下院で軌道離脱の阻止を目的とした決議を可決した。2001年2月8日、ミールの軌道離脱処分への抗議運動がモスクワで行われ、続いてロシア大統領のプーチンに請願が贈られた。ロシア連邦共産党のゲンナジー・ジュガーノフ第一書記はミールの軌道離脱処分が「間違いであり有害」で「役立たずで意志薄弱で低能で非常に無責任」な政府の行為だと述べた。イランは宇宙ステーションの購入を試み、モハンマド・ハータミー大統領はロシア側の宇宙飛行士訓練の支援と引き換えに2、3年の資金提供の供給を提案したが、この段階ではこのような取引の成立には遅すぎた。
ロシアの主要テレビ局ОРТは国家テレビ討論会の番組を編成した。元宇宙飛行士ゲオルギー・グレチコは、ミールは国際宇宙ステーションや他の宇宙機に利用できる機材を回収するのに十分な期間軌道に保たれるべきと示唆したが、コンスタンチン・フェオクチストフは機材を回収するのは置き換えるよりも多く金がかかるだろうと主張した。アナトリー・アルツェバルスキーはひとたびミールが軌道を外れたらアメリカはISSへのロシアの関与を下げさせようと試みるだろうと信じているため、ミールは維持されるべきと主張した。オンライン世論調査では世界の67%がミールの軌道上での維持を支持した。
2月中旬、RosaviakosmosとRKKエネルギアは決定への批判に公開書簡で答え、「搭載機材系の実態から...ミールは安全で信頼のできる運用が可能ではない」と説明し、また寿命の延長を試みは「ミールの制御の喪失につながり..また、結果的にロシアにとってだけではなく、世界中にとって壊滅的な結果を生む可能性がある」とした
アメリカ合衆国政府はISS計画にむけてミールに利用されていたロシアの宇宙開発資力が自由になるため軌道離脱の決定を歓迎した。しかしながら、宇宙フロンティア財団(SFF)は自らの主張するアメリカ合衆国の圧力へロシア政府が屈服したことを非難した。SFFの共同創立者のリック・タムリンソンは「ミールはISSへの道筋を作るために強引に押しつぶされた」と主張した。団体は以前から「キープ・ミール・アライブ」と呼ばれる運動を行っており、このなかでミールの継続的な運用の確保か、運用が実行可能になるまで保管できるようにより高い軌道に押し上げるかのどちらかを狙っていた。
ミールの再突入を見越して、タコベルのオーナーは12m四方の標的をオーストラリア沿岸の太平洋上に広げた。もし標的がミールの破片で貫かれた場合、アメリカ合衆国本土のすべての人々に無料でのタコス購入権を与えるとした。同社はこのギャンブルのために高額の保険を賭けていたが、標的にミールの破片は当たらなかった。ボブ・シトロンが率いるアメリカ合衆国のファングループは太平洋上を飛行するために航空機を貸しきり、再突入を見届けた。

## 註